# 小切爾尼亞廷
49°47′36″N 27°0′37″E / 49.79333°N 27.01028°E
小切爾尼亞廷（烏克蘭語：Малий Чернятин）是位於烏克蘭西部的村莊，由赫梅利尼茨基州裡赫梅利尼茨基區的舊康斯坦丁尼夫市鎮負責管轄。該村面積1.97平方公里，海拔高度278米，2001年人口690。